# Alien 4 (album)
Albums de Hawkwind
White Zone
(1995) Love in Space
(1996)
Alien 4 est le vingtième album studio du groupe de space rock britannique Hawkwind. Il est sorti en 1995 sur le label Emergency Broadcast System.
Le trio constitué par Dave Brock, Alan Davey et Richard Chadwick est rejoint par le chanteur Ron Tree (en), ainsi que par le guitariste Jerry Richards sur quelques titres.
Alien 4 inclut de nouvelles versions de trois chansons du groupe :
- Death Trap, parue à l'origine sur PXR5 (1978) ;
- Wastelands, parue à l'origine sur The Xenon Codex (1988) sous le titre Wastelands of Sleep ;
- Are You Losing Your Mind, parue à l'origine sur Quark, Strangeness and Charm (1977) sous le titre The Iron Dream.

## Fiche technique

### Chansons
| No  | Titre                     | Auteur                                             | Durée |
| --- | ------------------------- | -------------------------------------------------- | ----- |
| 1.  | Abducted                  | Ron Tree (en), Dave Brock                          | 2:45  |
| 2.  | Alien (I Am)              | Dave Brock                                         | 7:46  |
| 3.  | Reject Your Human Touch   | Ron Tree, Dave Brock, Richard Chadwick, Alan Davey | 2:20  |
| 4.  | Blue Skin                 | Ron Tree, Dave Brock, Richard Chadwick, Alan Davey | 7:07  |
| 5.  | Beam Me Up                | Hawkwind                                           | 4:11  |
| 6.  | Vega                      | Alan Davey                                         | 3:51  |
| 7.  | Xenomorph                 | Ron Tree, Alan Davey                               | 4:52  |
| 8.  | Journey                   | Dave Brock, Alan Davey                             | 3:12  |
| 9.  | Sputnik Stan              | Alan Davey                                         | 7:03  |
| 10. | Kapal                     | Dave Brock, Richard Chadwick, Alan Davey           | 5:11  |
| 11. | Festivals                 | Kris Tait, Dave Brock                              | 6:50  |
| 12. | Death Trap                | Robert Calvert, Dave Brock                         | 3:57  |
| 13. | Wastelands                | Dave Brock                                         | 1:22  |
| 14. | Are You Losing Your Mind? | Ron Tree, Dave Brock, Richard Chadwick, Alan Davey | 2:33  |
| 15. | Space Sex                 | Dave Brock                                         | 2:56  |

### Musiciens
- Dave Brock : guitare, claviers, chant
- Alan Davey : basse, chant
- Richard Chadwick : batterie
- Ron Tree (en) : chant
- Jerry Richards : guitare sur Death Trap, Wastelands et Are You Losing Your Mind?